# Andrzej Gołota
Andrzej Jan Gołota (* 5. Januar 1968 in Warschau, in den USA auch bekannt als Andrew Golota) ist ein ehemaliger polnischer Schwergewichtsboxer.

## Amateurkarriere
Gołota begann Ende 1981 im Alter von 13 Jahren mit dem Boxsport und trainierte seine gesamte Amateurkarriere in der Boxabteilung von Legia Warschau, wo er von Tadeusz Branicki, Adam Kusior und Janusz Gortat trainiert wurde. Im Juli 1984 wurde er Polnischer Juniorenmeister im Schwergewicht und debütierte im Oktober 1984 in der polnischen Nationalmannschaft, welche unter der Aufsicht des Trainers Czesław Ptak stand. 1985 wurde er erneut Polnischer Juniorenmeister und gewann die Silbermedaille im Schwergewicht bei der Junioren-Weltmeisterschaft in Bukarest, nachdem er erst im Finale gegen Félix Savón unterlegen war. 1986 wurde er wieder Polnischer Juniorenmeister und gewann auch die Junioren-Europameisterschaft in Kopenhagen.
Bei den Erwachsenen wurde er 1987, 1988 und 1989 jeweils Polnischer Meister im Schwergewicht, sowie 1990 Polnischer Meister im Superschwergewicht. Von 1986 bis 1990 gewann er zudem mit Legia jeweils die polnische Mannschaftsmeisterschaft.
Bei der Europameisterschaft 1987 in Turin besiegte er Maik Heydeck, unterlag jedoch im Viertelfinale gegen den späteren Silbermedaillengewinner Ramsan Sebijew. Den wohl größten Erfolg seiner Amateurkarriere erzielte er dann bei den Olympischen Sommerspielen 1988 in Seoul; nach Siegen gegen Swilen Rusinow und Harold Obunga verlor er im Halbfinale aufgrund einer Augenlidverletzung umstritten durch Abbruch gegen Baik Hyun-man und gewann damit eine Bronzemedaille im Schwergewicht.
Eine weitere Bronzemedaille im Schwergewicht gewann er bei der Europameisterschaft 1989 in Athen, als er im Halbfinale gegen den späteren Europameister Arnold Vanderlyde ausgeschieden war. 1989 nahm er noch an der Weltmeisterschaft in Moskau teil und unterlag dort im Viertelfinale gegen den späteren Vizeweltmeister Jewgeni Sudakow.
Seinen letzten Kampf hatte er im April 1990. Insgesamt bestritt er als Amateur 120 Kämpfe, von denen er 106 gewann.

## Profikarriere
1991 emigrierte er nach Chicago, nachdem er während eines dortigen Aufenthalts mit der Nationalmannschaft seine spätere Ehefrau kennengelernt und 1990 geheiratet hatte. Statt wie angestrebt, Berufskraftfahrer zu werden, konnte er aufgrund seines Talents eine Profikarriere als Boxer starten und gewann sein Debüt am 7. Februar 1992.
Nach 28 Siegen in Folge, von denen er 25 vorzeitig gewonnen hatte, davon 13 bereits in der ersten Runde, boxte er am 11. Juli 1996 im Madison Square Garden von New York City gegen Riddick Bowe (Kampfbilanz: 38-1, 32 KO), der zu diesem Zeitpunkt aufgrund von Siegen unter anderem gegen Herbie Hide, Michael Dokes und Evander Holyfield (2 ×) für viele Experten als bester Schwergewichtsboxer der Welt galt und darüber hinaus der letzte unumstrittene Schwergewichtsweltmeister gewesen war. Gołota konnte den Kampf jedoch überraschend beherrschen und Bowe mehrmals in Bedrängnis bringen, fiel jedoch auch aufgrund mehrerer regelwidriger Tiefschläge auf, was ihm unter anderem Punktabzüge in den Runden 4, 6 und 7 einbrachte. Nach einem weiteren Tiefschlag in der siebenten Runde wurde Gołota schließlich von Ringrichter Wayne Kelly disqualifiziert. Bis zu diesem Zeitpunkt hatte Gołota auf den Zetteln der Punktrichter mit 67:66 und 2 × 67:65 geführt. Im Anschluss kam es in- und außerhalb des Ringes zu einer Massenschlägerei, bei der mehrere Personen, darunter auch Gołota, verletzt wurden. Dieser Kampf steigerte Gołotas Ruf als „schmutziger“ Boxer, war er doch bereits im Mai 1995 beim Kampf gegen Samson Poʻuha wegen eines Bisses in die Schulter seines Gegners, sowie gegen Danell Nicholson im März 1996 wegen eines Kopfstoßes aufgefallen. Auch aufgrund von Unsportlichkeiten in späteren Kämpfen wurde er von kritischen Stimmen als „The Foul Pole“ bezeichnet.
Am 14. Dezember 1996 kam es im Convention Center von Atlantic City zum Rückkampf zwischen Gołota und Bowe, wobei der Pole erneut den Kampf deutlich beherrschte und seinen Gegner in den Runden 2 und 5 auch zu Boden schlagen konnte. Doch wiederum kam es zu Unsportlichkeiten durch Gołota, welche zu Punktabzügen wegen eines Kopfstoßes in Runde 2, sowie eines Tiefschlages in Runde 4 führten. In der neunten Runde wurde Gołota, nach Punkten mit 74:72, 75:73 und 75:71 einstimmig in Führung liegend, nach einem erneuten Tiefschlag von Ringrichter Eddie Cotton disqualifiziert. Riddick Bowe beendete nach diesem Kampf für fast acht Jahre seine Karriere, ehe er 2004 ein Comeback gab.
Am 4. Oktober 1997 konnte Gołota im Caesars Hotel & Casino von Atlantic City gegen Lennox Lewis (31-1) um die WBC-Weltmeisterschaft im Schwergewicht boxen. Der zweimalige Titelträger Lewis hatte bisher unter anderem Frank Bruno, Tommy Morrison, Ray Mercer, Oliver McCall sowie Henry Akinwande bezwungen und galt als neue Nummer 1 im Schwergewicht. Gołota verlor den Kampf nach zwei Niederschlägen bereits in der ersten Runde durch K. o. Nach dem Kampf brach er in seiner Kabine erneut zusammen und wurde in das Atlantic City Medical Center eingeliefert, aus dem er, nach einem unauffälligen CT-Scan, wenige Stunden später wieder entlassen werden konnte.
In den folgenden 20 Monaten gewann er jeden seiner sechs Kämpfe und boxte dabei auch erstmals in seiner Profikarriere in Polen, als er am 2. Oktober 1998 Tim Witherspoon (46-7) in Breslau besiegte. Er konnte daraufhin am 20. November 1999 im Trump Taj Mahal von Atlantic City als Nummer 6 der WBC-Weltrangliste in einem WM-Ausscheidungskampf des Verbandes gegen Michael Grant (30-0) antreten, beherrschte das Kampfgeschehen und erzielte auch zwei Niederschläge seines Gegners. In der zehnten Runde, Gołota führte zu diesem Zeitpunkt einstimmig mit 86:81, 85:83 und 87:80, erzielte auch Grant einen Niederschlag. Gołota war zwar sofort wieder auf den Beinen, antwortete jedoch dem Ringrichter Randy Neumann auf die mehrfache Frage, ob er weiterkämpfen wolle, mit „No“, weshalb dieser den Kampf beendete und Grant dadurch laut geltenden Regeln zum Sieger durch TKO erklärt wurde. Da er augenscheinlich keine Schlagwirkung zeigte, deutlich in Führung lag und nur noch zwei Runden anstanden, gingen die übertragenden Sportreporter von HBO kurzzeitig davon aus, Gołota habe die Fragen des Ringrichters womöglich falsch verstanden. Die von vielen Beobachtern als nicht nachvollziehbar empfundene Aufgabe führte auch dazu, dass sich sein Trainer Lou Duva, der ihn seit 1995 betreut hatte, von ihm abwendete. Schon Emanuel Steward, der Trainer von Lennox Lewis, hatte Gołota einen fehlenden Kampfgeist (“I don't think he has the heart”) attestiert.
Nach zwei folgenden Siegen, darunter im Juni 2000 gegen Orlin Norris (50-5), boxte er am 20. Oktober 2000 im Palace of Auburn Hills gegen Mike Tyson (48-3). Tyson bestritt dabei seinen fünften Kampf seit einer Wettkampfsperre aufgrund seiner Beißattacke gegen Evander Holyfield vom Juni 1997 und war auch in den danach erfolgten Kämpfen gegen Francois Botha und Lou Savarese durch unsportliches Verhalten aufgefallen. In dem als „Showdown in Motown“ vermarkteten Kampf der beiden inzwischen über 30-jährigen „Bad Boys“ im Palace of Auburn Hills verlor der von der WBC auf Platz 9 geführte Gołota erneut umstritten durch Aufgabe zu Beginn der dritten Runde, nachdem er in der ersten Runde einen Niederschlag und eine Cut-Verletzung am linken Auge erlitten hatte. Gołota hatte gegenüber dem Ringrichter Frank Garza seine Aufgabe bekanntgegeben („I quite“), marschierte durch den Ring und wehrte sich gegen die Versuche seines neuen Trainers Al Certo, ihm den Mundschutz einzusetzen. Beim Verlassen des Ringes, noch vor der Siegerbekanntgabe, wurde Gołota aus den Rängen der Zuschauer mit Getränken und Speisen beworfen. Noch in der Kabine gab er an, mehrere Kopfstöße durch Tyson, welche vom Ringrichter nicht geahndet worden seien, hätten zu seiner Aufgabe beigetragen. Später wurde bekannt, dass er eine Jochbeinfraktur und eine Verletzung der Halswirbelsäule erlitten hatte. Da Tyson nach dem Kampf positiv auf Marihuana getestet worden war, wurde der Kampf wertungslos beurteilt („No Contest“).
Gołota stieg erst nach zwei Jahren und zehn Monaten wieder in den Ring und gewann zwei Aufbaukämpfe, ehe er am 17. April 2004 im Madison Square Garden gegen Chris Byrd (37-2) zum Kampf um die IBF-Weltmeisterschaft im Schwergewicht antrat, die Byrd im Dezember 2002 gegen Evander Holyfield gewonnen hatte. Das ausgeglichen wirkende Duell endete nach den vollen zwölf Runden mit einem Unentschieden (Split draw; 115:113, 113:115, 114:114), wodurch Byrd Titelträger blieb.
Gleich in seinem nächsten Kampf konnte Gołota als Nummer 5 der Herausforderer gegen John Ruiz (40-5) um die WBA-Weltmeisterschaft im Schwergewicht antreten, verlor jedoch im Madison Square Garden umstritten nach Punkten (112:113, 2 × 111:114), was unter anderem die New York Post zur Schlagzeile „Golota robbed“ veranlasste. Beide Boxer waren im Kampfverlauf durch Unsportlichkeiten aufgefallen, Gołota erzielte zwei gewertete Niederschläge seines Gegners, der überdies wegen Nachschlagens mit Punktabzug bestraft wurde. Darüber hinaus hatte der Pole die höhere Trefferzahl (152:121) sowie Schlag/Treffer-Statistik (39:30 %) und erzielte auch mehr Wirkungstreffer (93:84). Mehrere inoffizielle Punktrichter hatten Gołota als Sieger auf ihren Zetteln.
Nicht zuletzt aufgrund dieses strittigen Urteils erhielt der inzwischen 37-jährige Gołota gleich in seinem nächsten Kampf eine erneute WM-Chance, wobei er am 21. Mai 2005 im United Center von Chicago gegen Lamon Brewster (31-2) um den WBO-Titel antrat, den Brewster überraschend im April 2004 gegen Wladimir Klitschko erkämpft hatte. Gołota erlitt eine schwere Niederlage, als er innerhalb von nur 52 Sekunden drei Niederschläge hinnehmen musste und durch TKO verlor.
Erst nach über einem Jahr bestritt er seinen nächsten Kampf und erzielte wieder drei Siege in Folge, wobei er im Oktober 2007 Tyson-Bezwinger Kevin McBride (34-5) vorzeitig schlagen konnte.
Am 7. November 2008 verlor er dann durch Aufgabe aufgrund einer Armverletzung nach der ersten Runde gegen Ray Austin (25-4) und bestritt seinen nächsten Kampf erst im Oktober 2009 gegen Tomasz Adamek (38-1), wobei er durch TKO in der fünften Runde unterlag.
Seinen letzten Boxkampf gab er nach über dreijähriger Ringabstinenz am 23. Februar 2013 im Alter von 45 Jahren gegen Przemysław Saleta (43-7) und verlor durch K. o. in der sechsten Runde.

## Familie
Andrzej Gołota lebt mit seiner Ehefrau, seiner Tochter (* 1991) und seinem Sohn (* 1997) in Chicago.